# アトランティウム帝国

アトランティウム帝国
Empire of Atlantium
Imperium Atlantium

国の標語：E Tenebris Lux
(ラテン語:闇から光へ)
国歌：Auroran Hymn by Camille Saint Saens

アトランティム帝国（アトランティウムていこく、英語: Empire of Atlantium、ラテン語: Imperium Atlantium）は、オーストラリアニューサウスウェールズ州にあるミクロネーション。アトランティウムと略されることもある。

## 歴史
1981年、ジェフリー・ジョン・ダグガン、クレア・マリー・コールター、ジョージ・クルイックシャンクによってアトランテイウム帝国が建国された。ジョージがジョージ2世として皇帝に即位した。しかし1990年に元のメンバーが大学を卒業し別の場所へ移動するとアトランティウムは活動を停止した。しかし、1999年ジョージ2世はシドニー郊外のアパートを購入しアトランティウムを復活させた。領土はアパート。現在、領土内に国民は住んでおらず領土外に住んでいる。

## 歴代首相一覧
・初代ジェフリー・ダガン（1982～1986年）
・2代ダミアン・スコット（1986～1988年）
・3代ケビン・ケミカルズ（1988～1990年）

## その他
インターネット上で市民権を得ることができる。
ただし領土内に住んでいる国民はいない

## 外部サイト
- https://www.atlantium.org